# 국도 제120호선 (일본)
일본 120번 국도(일본어: 国道120号→국도 120호)는 일본의 일반 국도이며, 도치기현 닛코시와 군마현 누마타시를 잇는다.

## 역사
- 1953년 5월 18일: 2급 국도 제120호선으로 지정.
- 1965년 4월 1일: 일반 국도 제120호선으로 지정.

## 교차하는 도로
- 누마타 나들목(간에쓰 자동차도)

## 사진

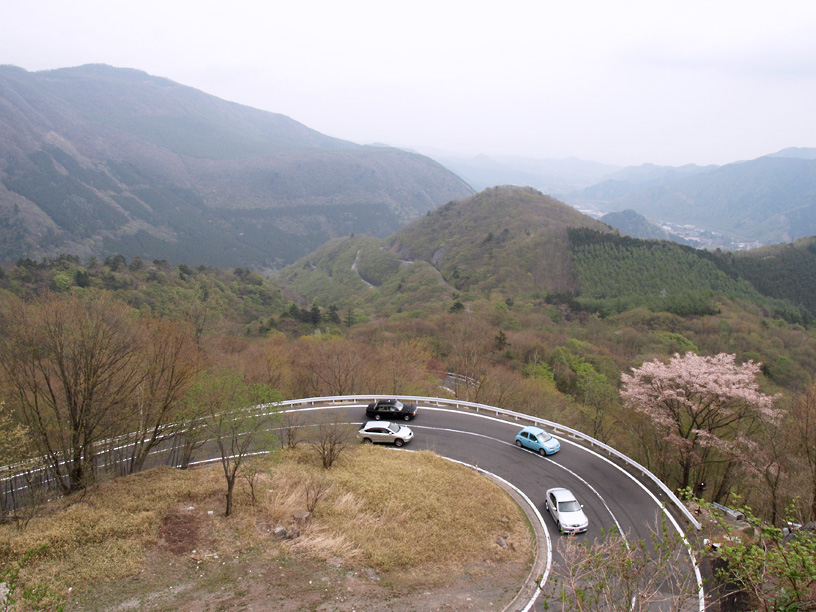
이로하자카 모습(2009년 5월 4일)
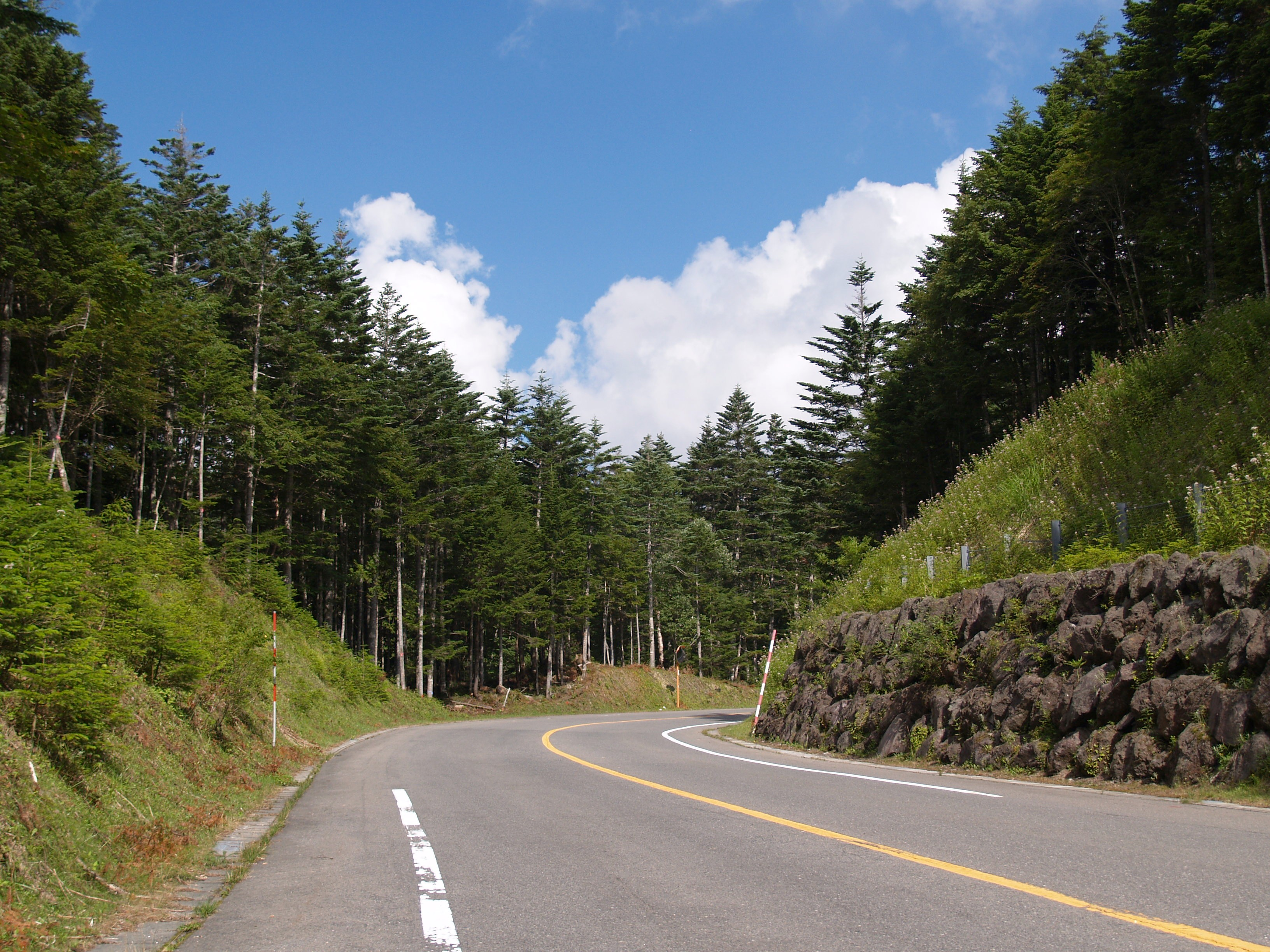
군마 현 가타시나 촌 모습(2010년 4월 7일)